# 銀色突頜魚
銀色突領魚（学名：Hybognathus argyritis）为輻鰭魚綱鯉形目雅羅魚科的其中一種，分布於北美洲加拿大亞伯達省與美國蒙大拿州到伊利諾州的密蘇里河、密西西比河、俄亥俄河流域、加拿大曼尼托巴省東端的南薩斯喀徹溫河流域，體長可達12公分，成魚棲息於滯水潭與洄水區，通常在泥或沙子上面活動，卵生，開放的下層土壤產卵。

## 扩展阅读
維基物種上的相關：銀色突領魚
1. ↑  NatureServe. . The IUCN Red List of Threatened Species. 2014, 2014: e.T202110A18228717  [18 November 2021]. doi:10.2305/IUCN.UK.2014-3.RLTS.T202110A18228717.en .